# 7-ма піхотна дивізія (США)
7-ма піхотна дивізія (США) (англ. 7th Infantry Division (United States) — військове з'єднання, піхотна дивізія армії США. Дивізія брала участь у бойових діях Першої та Другої світових, Корейської війн, а також у збройних конфліктах та операціях у Латинській Америці.

## Історія
7-ма піхотна дивізія сформована 6 грудня 1917 року, як 7-ма дивізія регулярної армії, у Кемп Вілер, Джорджія. Через місяць її включили до складу Американських експедиційних сил, що готувалися до відплиття в Європу. Формування дивізії прибули лайнером SS Leviathan на Європейський континент. За 33 дня, проведених на Західному фронті, дивізія втратила 1 709 чоловіків, з них 204 загиблими та 1 505 пораненими. За кампанію в Лотарингії дивізія була нагороджена почесним вимпелом. Після завершення війни, якісь час залишалася з окупаційними функціями в Німеччині, але незабаром з'єднання було виведене назад до США і в 1919 році розформоване у Форт Джордж Мід, Меріленд.
1 липня 1940 року 7-ма дивізія була знову активована у Форт Орд, Каліфорнія, та за часів Другої світової війни дивізія взяла найактивнішу участь у битвах на Тихоокеанському театрі війни, де билася в Алеутській кампанії, за острови Лейте та Окінаву. Після капітуляції Японської імперії залишилася на території Японії та Кореї як окупаційні війська.
З початком Корейської війни однією з перших американських частин вступила в битву з агресорами; висаджувалася в десанті на Інчхон та наступала на північ, поки не зітнулася з китайськими військами, де в боях була майже розгромлена, втративши 40 % своїх солдатів. Після відновлення продовжувала битися на Корейському півострові. Із завершенням конфлікту з 1953 по 1971 роки дивізія залишилася у складі Збройних сил США в Кореї, охороняючи демілітаризовану зону. Основним місцем дислокації був Кемп Кейсі у Південній Кореї. 2 квітня 1971 року 7-му дивізію повернули до континенту, у Форт Льюїс, Вашингтон, де розформували. Але, вже у жовтні 1974 її знову активували.
У 1980-ті роки дивізія залучалася до проведення місії «Голден Пезант», з метою підтримки владу у Гондурасі та вторгнення у Панаму в 1989 році. У 1990-ті 7-ма піхотна дивізія виконувала завдання з підтримки рейдових дій проти наркоторговців, а також у підтримці громадського порядку під час масових заворушень у Лос-Анджелесі в 1992 році.
У 2012 році дивізію у черговий раз відновлено. Пунктом постійної дислокації визначено Об'єднану військову базу Льюїс-Маккорд у штаті Вашингтон, однак, жодної з частин, що історично входили до складу з'єднання цього разу не увійшло до структури дивізії.